# Beiciella
Beiciella (en asturiano: Veiciella) es un lugar español de la parroquia de San Martín de Luiña, perteneciente al municipio de Cudillero, en la comunidad autónoma de Asturias.

## Toponimia
El lugar puede encontrarse referido como Beiciella y Veiciella.

## Historia
Hacia mediados del siglo XIX, era referido como un lugar ya por entonces perteneciente a la parroquia de San Martín de Luiña del municipio de Cudillero. Aparece descrito en el cuarto volumen del Diccionario geográfico-estadístico-histórico de España y sus posesiones de Ultramar de Pascual Madoz con las siguientes palabras:

BEICIELLA: l. en la prov, de Oviedo, ayunt. de Cudillero y felig. de San Martin de Luiña. (V.)
(Madoz, 1846, p. 110)

En 2023, la entidad singular de población de Beiciella tenía empadronados 43 habitantes, todos ellos en el núcleo de población del mismo nombre.